# Anatolij Nitočkin
Anatolij Nitočkin (15 marzo 1932 – 2001) è stato un regista sovietico.

## Filmografia parziale

### Regista
- Dolg (1977)
- Belyj šaman (1982)